# Ђуземелци
Ђуземелци (мкд. Ѓуземелци) су насеље у Северној Македонији, у средишњем делу државе. Ђуземелци су село у саставу општине Лозово.

## Географија
Ђуземелци су смештени у средишњем делу Северне Македоније. Од најближег града, Велеса, насеље је удаљено 25 km сеевероисточно.
Насеље Ђуземелци се налази у западном делу историјске области Овче поље. Оно је смештено у равничарском пределу, који је добро обрађен. Северно од насеља се издижу најјужније падине Градиштанске планине. Надморска висина насеља је приближно 380 метара.
Месна клима је блажи облик континенталне због близине Егејског мора (жарка лета).

## Становништво
Ђуземелци су према последњем попису из 2002. године имали 40 становника.
Већинско становништво су етнички Македонци (100%).
Претежна вероисповест месног становништва је православље.